# Frauenhausmuseum

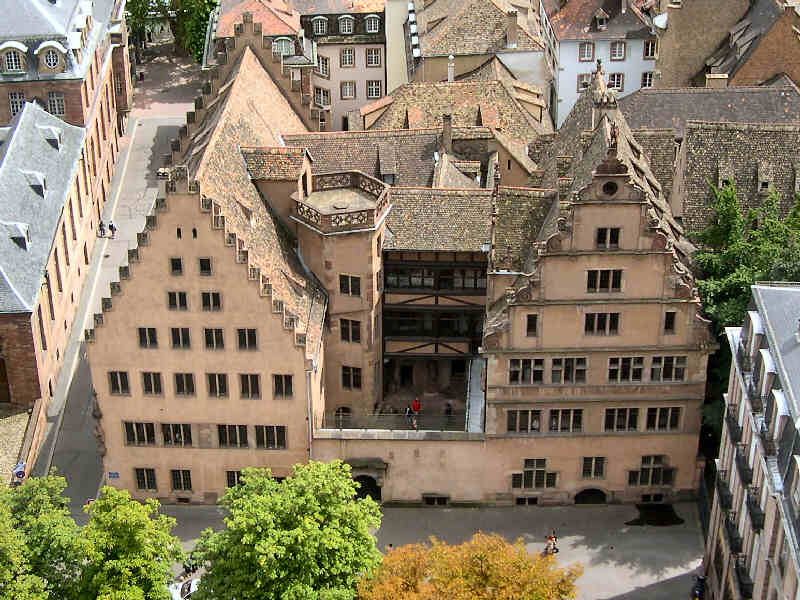
Das Frauenwerkmuseum im Gebäude der Münsterbauhütte. Linker Flügel erbaut 1347, rechter Flügel erbaut 1579

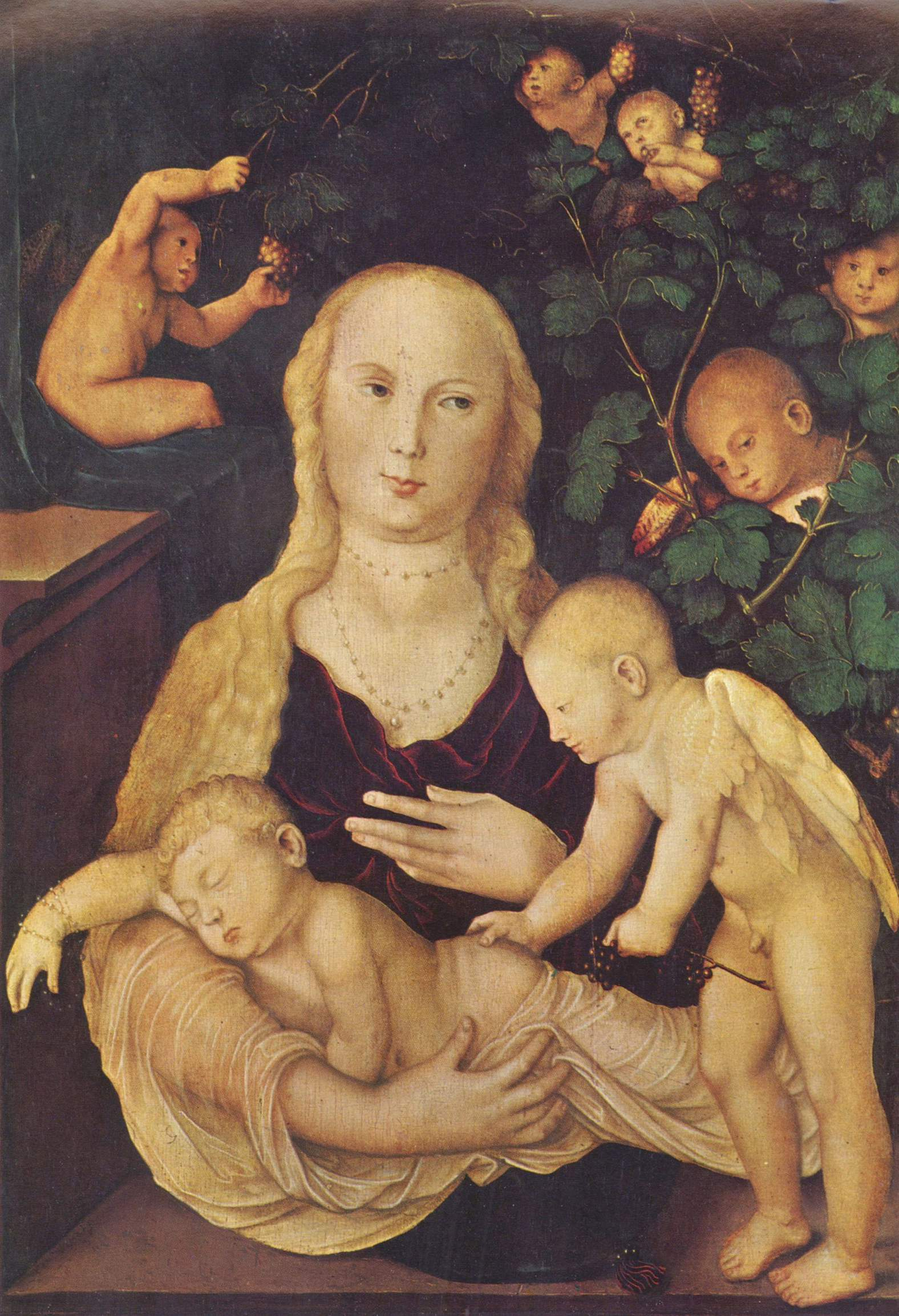
Hans Baldung: Madonna in der Weinlaube

Das Frauenhausmuseum (auch Frauenwerkmuseum; französisch Musée de l’Œuvre Notre-Dame) ist das Museum der Bauhütte des Straßburger Münsters und allgemein das Museum der Stadt Straßburg für Kunst und Kunstgewerbe im rheinischen Raum vom Mittelalter bis 1681. Das Museum ist weitberühmt für seine reichen Bestände an Skulpturen, Glasfenstern, Architekturfragmenten und Bauplänen des Münsters sowie für seine beachtliche Sammlung von Werken der Künstler Peter Hemmel von Andlau, Niclas Gerhaert van Leyden, Niklaus von Hagenau, Ivo Strigel, Konrad Witz, Hans Baldung, Hans Wydyz und Sebastian Stoskopff.

## Geschichtlicher Überblick
Die Straßburger Münsterbauhütte (Fondation de l’Œuvre Notre-Dame) wurde 1281 zum ersten Mal urkundlich erwähnt und ist nach wie vor zuständig für die Instandhaltung der Kathedrale. Neben den seit Anbeginn aufbewahrten Bauplänen bewahrt sie Bauteile, wie zum Beispiel Fragmente des 1681 zerstörten Lettners und die Originale der während der Französischen Revolution abgenommenen oder -geschlagenen und später durch Kopien ersetzten Skulpturen. Die 1855 gegründete Société pour la conservation des monuments historiques d’Alsace (Gesellschaft zur Erhaltung der historischen Monumente des Elsasses) bemühte sich ihrerseits um die Errettung der wertvollsten Bauteile und Verzierungen (Altäre, Statuen, Gefäße, Wandteppiche) der Zerstörung oder dem Verfall preisgegebener Kirchen, Klöster und Kapellen im ganzen Elsass. Die ab 1890 durch Wilhelm von Bode wiederhergestellte Gemäldesammlung der Stadt wurde ihrerseits gleich von Anfang an durch die Schenkung des „Porträt des Kanonikers Ambrosius Volmar Keller“, ein Meisterwerk Hans Baldungs aus der Privatsammlung Wilhelm II. auch auf regionale Meister fokussiert. Im neuen Kunstgewerbemuseum der Stadt, dem „Hohenlohe-Museum“ wurden schließlich auch Werke angewandter Kunst aus Mittelalter, Renaissance und Frühbarock ausgestellt. Diese vier an verschiedenen Orten aufbewahrten und auf diverse Schwerpunkte konzentrierten Sammlungen wurden 1931 im neu gegründeten Frauenhausmuseum vereint. 1956, nach Behebung der Kriegsschäden durch die Bombardierung Straßburgs im Jahre 1944, wurde dieses im erweiterten Zustand neueröffnet.
Die Sammlung weist neben den Münsterskulpturen, -Glasfenstern usw. auch wertvolle Bauteile aus anderen Straßburger Kirchen auf, wie die 1870 zerstörte Dominikanerkirche, die ab 1867 umgebaute Alt Sankt-Peter-Kirche und die 1904 abgebrannte Magdalenenkirche. Bedeutend sind daneben unter anderem auch die romanischen Bauteile (Kreuzgang, Taufstein) aus Eschau und die Glasfenster aus Wissembourg (darunter der „Weißenburger Christuskopf“) und Mutzig. Zahlreiche spätgotische Altäre sind ferner anonymen Meistern aus der Schongauerschule zuzuweisen.

## Goldschmiedekunst
Die kleine Goldschmiedesammlung des Museums ist ein seltenes Zeugnis, da ein Großteil der religiösen Goldschmiedestücke während der Reformation und der Revolution zerstört wurden, während die weltlichen Stücke, die auch eine Geldreserve darstellten, während der Wirtschaftskrisen der Neuzeit eingeschmolzen wurden. Straßburg war jedoch ein großes Zentrum der Goldschmiedekunst und hatte Mitte des 15. Jahrhunderts nicht weniger als zwölf Silberschmiedemeister. Ihre Produktion reichte von sehr einfachen Stücken in großer Stückzahl, wie den konischen Silberkelchen, bis hin zu sehr komplexen Stücken wie dem traubenförmigen Hanap.

### Allgemein
- Cécile Dupeux: Strasbourg, Musée de l’Œuvre Notre-Dame, Éditions Scala, Paris, 1999, ISBN 2-86656-223-2
- Cécile Dupeux (Hrsg.): Musée de l’Œuvre Notre-Dame / Arts du Moyen Âge et de la Renaissance, Éditions des Musées de Strasbourg, Straßburg, 2013, ISBN 978-2-3512-5105-8

### Spezifische Sammlungsschwerpunkte
- Cécile Dupeux: Dessins. Cathédrale de Strasbourg, Éditions des Musées de Strasbourg, Straßburg, 2015, ISBN 978-2-3512-5115-7 (Mittelalterliche Baupläne des Straßburger Münsters)
- Cécile Dupeux und Barbara Gatineau: D'argent, de nacre et d'os. Objets d'art et de curiosité, Éditions des Musées de Strasbourg, Straßburg, 2015, ISBN 978-2-3512-5132-4 (Kunstgewerbe 11. bis 17. Jahrhundert)